# Florynka
Florynka (rus. Фльоринка) – wieś w Polsce położona w województwie małopolskim, w powiecie nowosądeckim, w gminie Grybów.

## Historia
Założona w 1574 przez Klemensa Worgacza. Wieś biskupstwa krakowskiego w powiecie sądeckim w województwie krakowskim w końcu XVI wieku. W okresie średniowiecza własność biskupstwa krakowskiego należąca do klucza Muszyna, następnie fundacji kościelnej. Pod koniec XIX wieku wieś liczyła 3025 mieszkańców. W latach 1918–1920 stolica Ruskiej Ludowej Republiki Łemków. 
W latach 1954–1961 wieś należała i była siedzibą władz gromady Florynka, po jej zniesieniu w gromadzie Kąclowa. W latach 1975–1998 miejscowość administracyjnie należała do województwa nowosądeckiego.
Znajduje się tu Ochotnicza straż pożarna założona w 1929 roku, posiada remizę oraz samochód bojowy GBARt MercedesBenz atego.
W 1947 roku w ramach przeprowadzonej przez władze komunistyczne czystki etnicznej (akcji „Wisła”) rdzenna łemkowska ludność została wysiedlona, we wsi osiedlili się Polacy.

## Części wsi
| SIMC    | Nazwa         | Rodzaj     |
| ------- | ------------- | ---------- |
| 0427193 | Binczarki     | część wsi  |
| 0428844 | Pod Brunarami | przysiółek |
| 0427201 | Pod Kiczorą   | część wsi  |
| 0427218 | Pod Kiczorką  | część wsi  |
| 0427224 | Pod Polanami  | część wsi  |
| 0427230 | Pod Wawrzką   | część wsi  |
| 0427247 | Przebudowa    | część wsi  |
| 0427253 | Radówka       | część wsi  |
| 0427260 | Wołoszczyny   | część wsi  |
| 0427276 | Za Białą      | część wsi  |
| 0427282 | Zawodzie      | część wsi  |

## Zabytki
Obiekty wpisane do rejestru zabytków nieruchomych województwa małopolskiego.
- Cerkiew greckokatolicka, obecnie kościół parafialny pw. św. Michała Archanioła z otoczeniem w obrębie ogrodzenia.
Cerkiew murowana z 1875 roku. Wewnątrz zachowana część dawnego wyposażenia.
- Cmentarz z I wojny światowej nr 126.
Na cmentarzu spoczywają żołnierze rosyjscy i węgierscy polegli tu w czasie I wojny światowej, według tradycji w mogile zbiorowej pochowani są żołnierze węgierscy 2 Pułku Honvedów i 30 Pułku Piechoty Honvedów.

## Osoby związane z miejscowością
- Emilian Czyrniański – chemik;
- Adam Dubec – prawosławny arcybiskup przemysko-nowosądecki;
- Walery Jaworski – lekarz, wykładowca Uniwersytetu Jagiellońskiego;
- Grzegorz Pecuch – polski i łemkowski rzeźbiarz i pedagog.

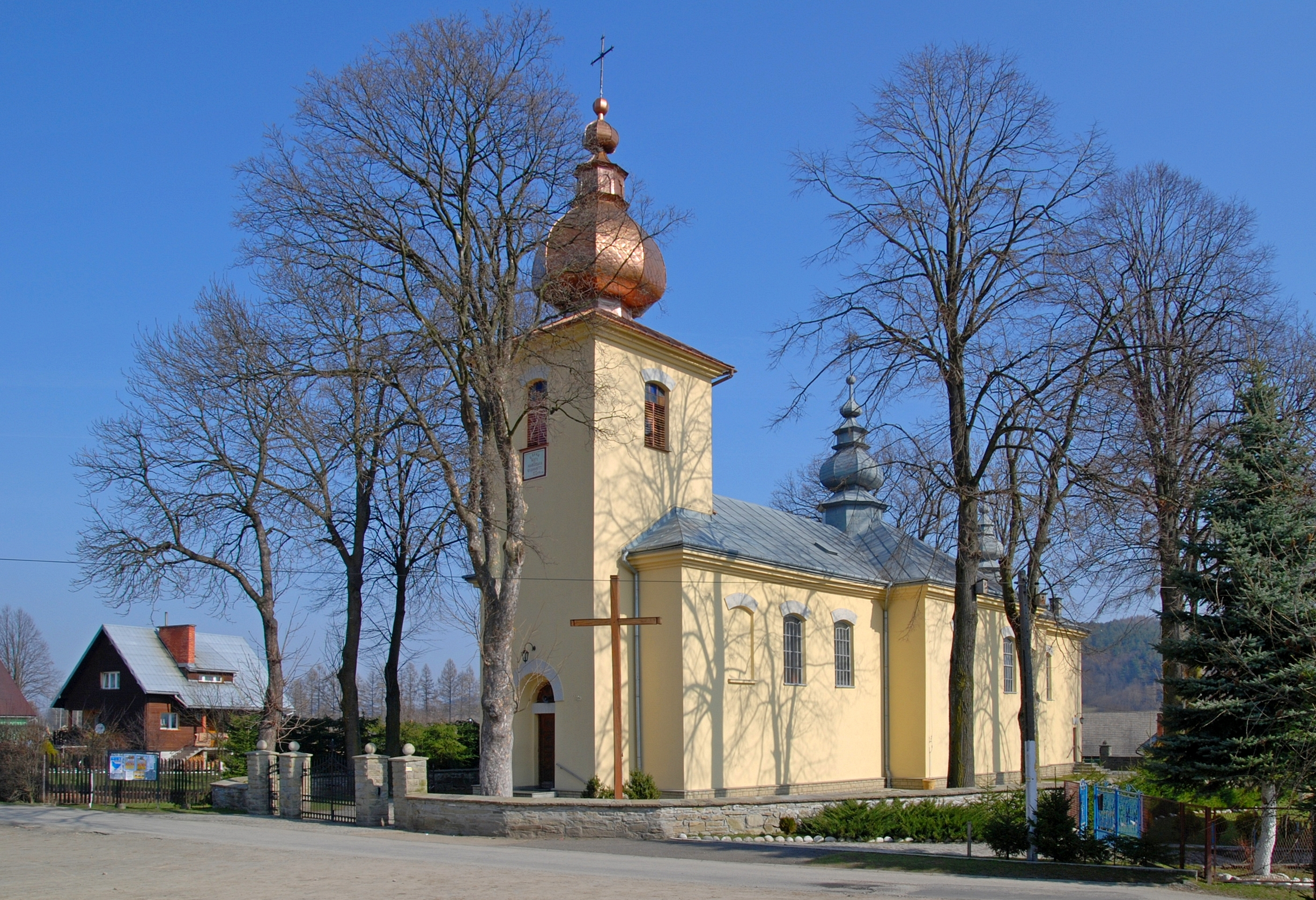
Dawna cerkiew
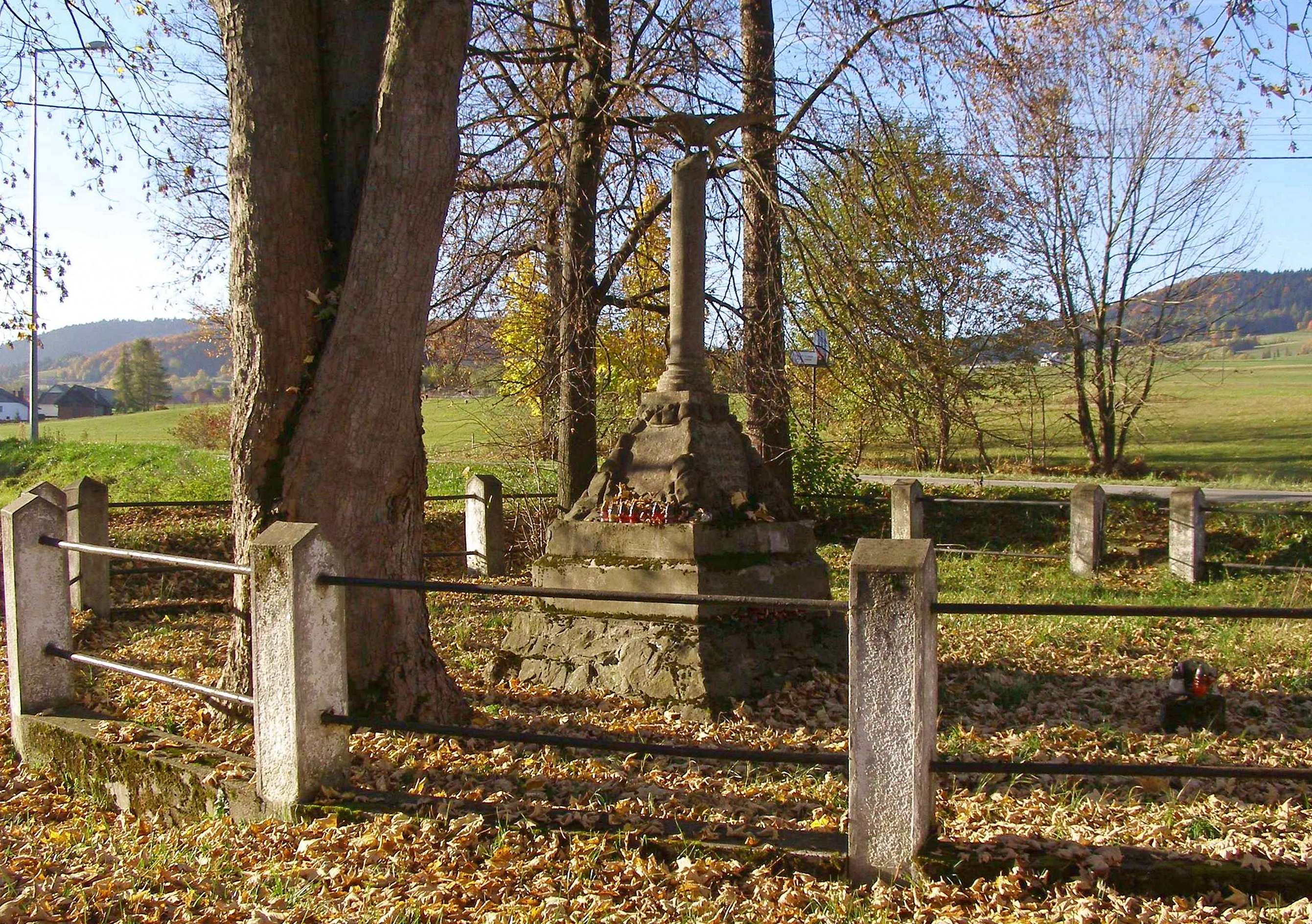
Cmentarz wojenny nr 126